# Gesetz der Volumenkonstanz
Das Gesetz der Volumenkonstanz sagt aus, dass sich beim Umformen das Volumen eines Werkstückes im Allgemeinen nicht verändert. Bei der plastischen Deformation eines Körpers erfolgen im Kristallgitter Verschiebungen um die Gitterabstände oder ein Umklappen von Gitterbereichen in eine spiegelbildliche Anordnung, nicht aber eine Veränderung der Gitterabstände selber, so dass demzufolge die Dichte des Werkstoffes sich nicht ändert. Demnach ist bei konstanter Masse des Werkstückes das Volumen ({\displaystyle V}) vor und nach der Umformung gleich. Es gilt:
{\displaystyle \!V_{0}=V_{1}=V=const.}
Beim Umformen gegossener oder gesinterter Rohteile treten durch das Zusammendrücken von Hohlräumen wie Lunker, Gasblasen oder Poren Volumenänderungen auf (s. Rohdichte). In der metallverarbeitenden Industrie werden Rohteile aber in der Regel aus schon umgeformten, das heißt schon verdichteten Halbzeugen hergestellt, so dass hier das Gesetz der Volumenkonstanz bei der Berechnung der Anfangsform ({\displaystyle V_{A}}) aus der Geometrie des herzustellenden Werkstückes ({\displaystyle V_{Wst}}) voll angewandt werden kann.
{\displaystyle \!V_{A}=V_{Wst}}
Diese Formulierung setzt voraus, dass zur Herstellung der Werkstücke das Gesamtvolumen des Rohteils genutzt werden kann. Da dies nicht immer erreichbar ist, sind Volumenzuschläge ({\displaystyle V_{Z}}) beispielsweise für den Randbeschnitt bei Tiefziehteilen, für den Schmiedegrat oder für Abbrand beim Warmumformen zu berücksichtigen.
{\displaystyle \!V_{A}=V_{Wst}+V_{Z}}